# Angelo Landi (politico)
Angelo Landi (La Spezia, 28 febbraio 1923 – La Spezia, 28 marzo 2020) è stato un politico italiano.

## Biografia
Esponente spezzino del Partito Socialista Italiano, negli anni settanta e ottanta è stato consigliere regionale, vice presidente e presidente del consiglio regionale ed assessore all'Industria, Presidente della Provincia della Spezia dal 1970 al 1975 e deputato nazionale per due legislature.